# 우즈베크 칸

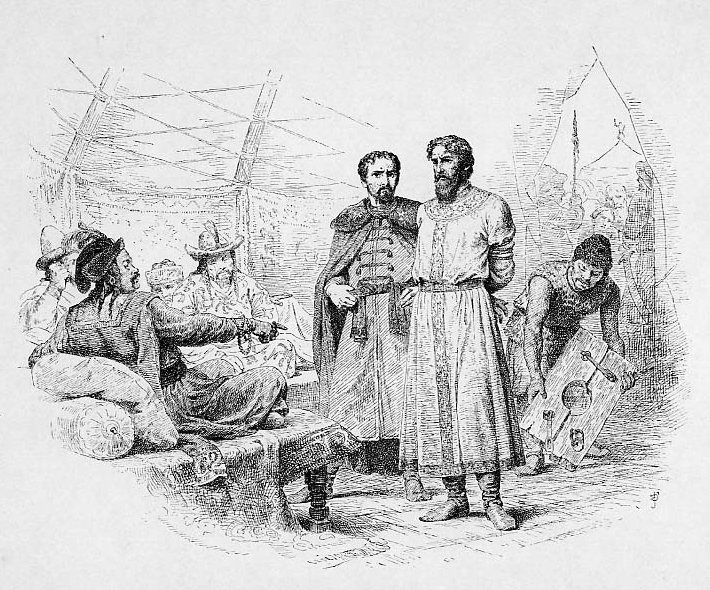

우즈베크 칸(1282년 ~ 1342년) 또는 그히야스 알 딘 무함마드 우즈박(غياث الدين محمد اوزبك Ghiyāth al-Dīn Muḥammad Ūzbak)는 킵차크 칸국의 제9대 칸(재위:1312년 ~ 1341년)이었다. 만그 티무르의 손자이고 그의 10번째 아들 토그릴차의 아들이다. 1338년 원나라에 대한 조공 중단을 선언, 자립했다.

## 생애
그는 금장 한국(킵차크 한국)의 최장 재위한 칸이었다. 우즈베크칸은 그의 삼촌 토크타가 1312년 1월 붕어한 후 이전의 칸의 무슬림 환관의 도움으로 즉위하였다. 몽골인들은 우즈베크칸에 저항하였고, 꾸준히 원 인종에게 사자를 보내 군사를 지원받아 우즈베크 칸을 살해하려는 계획을 구성하였다. 그러나 우즈베크는 계획을 발각하고 반란을 분쇄한다. 그는 이슬람을 국교로 채택하였다.
그의 재위시 킵차크 출신의 친위대사령관은 엘 테무르가 있었다. 그는 원나라로 가서 무종의 측근이 되었다. 1312년 그는 원나라로부터 영숙왕(寧肅王) 직위를 습봉하였다. 그러나 우즈베크칸은 서서히 칭기스칸의 몽골인들을 모두 잡아 죽였다. 마지막으로 살해당한 것은 백장 한국의 일바산 칸이었고 1320년 피살되었다.
우즈베크 한은 이슬람교도 무바라크 화자를 백장 한국의 왕좌에 즉위시켰다. 결국 이슬람은 칸을 한국 내의 파간의 투쟁을 제거하고 나라의 기관을 안정시킬 수 있게 하였다. 1338년 우즈베크 칸은 원나라에 대한 조공을 중단하고, 자립을 선언, 원나라의 봉지에서 이탈했다.
| 전임 토크타 칸 | 제9대 킵차크한국의 칸 1312년~1341년 | 후임 자니베크 칸 |

| 전임 토크타 칸 | 청장한국의 칸 1312년~1341년 | 후임 티니베크 칸 |